# 2А45М «Спрут-Б»
 2А45М «Спрут-Б» (індекс ГРАУ -  2A45M) — радянська/російська саморушна протитанкова гладкоствольна 125 мм гармата.

## Розробка
Гармата 2A45M була створена у 1980-х  у ОКБ-9 під керівництвом Петрова, на лафеті від 122 мм гаубиці 2A18 (Д-30).

## Опис (Спрут-Б)
Особливістю Спрут-Б є вбудований двигун, який допомагає рухати гармату на відносно плоских поверхнях (до 15 градусів нахилу) зі швидкістю 14 км/год на дорогах. Це підвищило мобільність гармати на полі бою. Для зміни позиції потрібно дві хвилини, а для приведення у бойовий стан потрібно 90 сек. Такі гармати у російській термінології мають назву «саморушні» (самодвижущиеся) на відміну від самохідних (самоходные), а також на противагу тим які буксирують транспортери МТ-ЛБ.
Обслуга гармати складається з семи осіб. У день використовують приціль прямої стрільби ОП4M-48A, а в ночі — приціл нічного бачення 1ПН53-1. Для стрільби з прихованих позицій використовували механічний приціл 2Ц33, разом з панорамою ПГ-1М. Гармата може вести вогонь по цілях висотою 2 метри на дистанції до 2000 метрів.
Ствол має термокожух який запобігає впливу температур на точність стрільби. Гармата використовує боєприпаси роздільного заряджання як на танках T-64, T-72, T-80 та T-90.
Зі встановленням лазерної систему керування вогнем 9С53 гармата може вести вогонь керованими лазером снарядами такими як 9M119 Свир або 9K120 Рефлекс.

## Боєприписи
Гармата використовує ті ж самі боєприпаси, що і гармати серії  Д-81, які встановлені на танках T-64, T-72, T-80 та T-90.

## Моделі
- Спрут-A 2A45 — буксирована гармата.
- Спрут-Б 2A45M — самохідна гармата.
- Спрут-СД 2С25 — самохідна гармата на шасі БМД-3 з баштою де встановлено гладкоствольну гармату 2A75 125 мм [2].

## Оператори

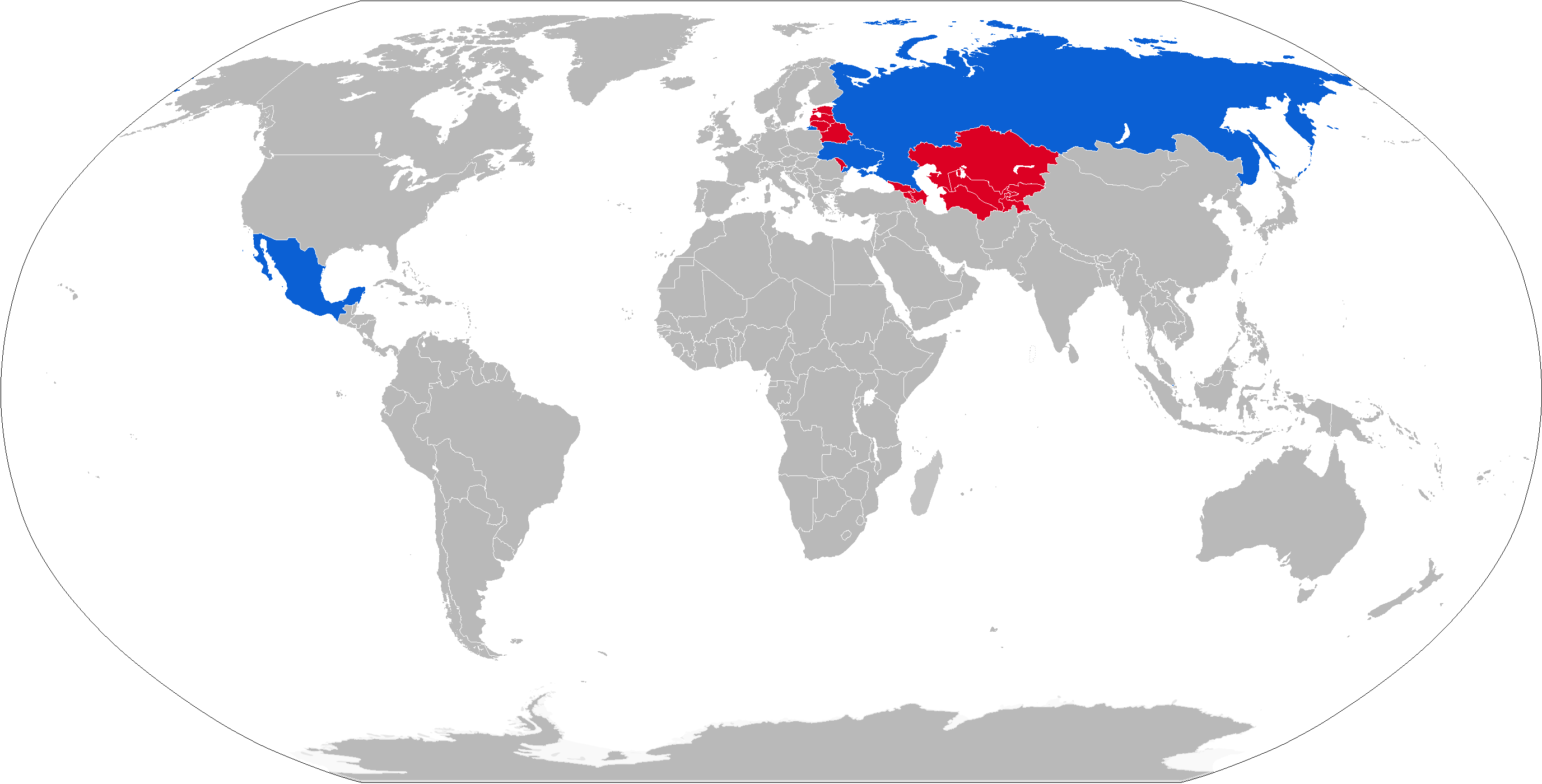
Мапа операторів гармати Спрут. Синім — колишні, червоним — поточні.

### Сучасні оператори
- Мексика
- Росія
- Україна: виробляється за ліцензією у Харкові.

### Колишні оператори
- СРСР
- Білорусь